# Planta 4ª
Planta 4ª es una película española de 2003 dirigida por Antonio Mercero, basada en la obra teatral Los Pelones de Albert Espinosa. Está protagonizada por Juan José Ballesta (Miguel Ángel), Luis Ángel Priego (Izan), Gorka Moreno (Dani) y Alejandro Zafra (Jorge) y narra la historia de un grupo de jóvenes que logran con su alegría, desafiar el desdén del destino y hacer soportable su convalecencia en la planta de traumatología de un hospital. Este grupo de jóvenes se hacen llamar "Los Pelones" y juntos descubrirán la importancia de la amistad.

## Sinopsis
Varios adolescentes de unos quince años están ingresados en la 4ª planta de un hospital, la planta de Traumatología y ortopedia traumatología. En ella se encuentran diversos pacientes y el grupo de los “Pelones”, que tienen cáncer óseo y que son sometidos a diferentes tratamientos, perdiendo el pelo e incluso alguna extremidad.
Un nuevo personaje, Jorge, ha sido ingresado a consecuencia de un accidente de tráfico y los doctores tratan de averiguar si aquella mancha de la radiografía es un signo de cáncer. Mientras, los demás adolescentes: Miguel Ángel, Izan y Dani, intentan introducirlo en su grupo de amigos, primero movidos por la necesidad de contar con un nuevo jugador para el equipo de baloncesto en silla de ruedas, pero después, por sintonía y amistad. El largometraje hace un recorrido por los diferentes episodios que les suceden en el interior del hospital, desde las situaciones habituales como los ejercicios de rehabilitación y las comidas, pasando por las escapadas por las distintas salas del edificio, las bromas a enfermeras y el humor entre compañeros, los baños de sol en la terraza al acecho de una modelo que se imaginan en sus mentes, los partidos de baloncesto..., hasta llegar a convertir los pasillos en competiciones de carreras de sillas de ruedas. Se alternan episodios trágicos con otros más alegres, como sucede con la pérdida de su amigo Pepino y, por el contrario, con los resultados satisfactorios de los análisis de Jorge.

## Reparto

### Reparto principal
- Juan José Ballesta es Miguel Ángel.
- Luis Ángel Priego es Izan.
- Gorka Moreno es Dani.
- Alejandro Zafra es Jorge.

### Reparto secundario
- Marco Martínez como Francis.
- Marcos Cedillo como Pepino.
- Maite Jauregui como Gloria.
- Diana Palazón como Enfermera Esther.
- Elvira Lindo como Enfermera Díaz

## Idea original
La idea original de este film surgió a partir de una obra teatral llamada Los Pelones, escrita por Albert Espinosa y estrenada en Barcelona en el año 1994. Espinosa padeció cáncer a los catorce años de edad, le tuvieron que amputar una pierna y creció en el hospital. Así, el autor plasmó de forma autobiográfica su vida en esta obra teatral, que posteriormente se convertiría en un largometraje audiovisual.

## Rodaje
Planta 4ª se rodó, en parte, en Alcalá de Henares. Algunas de las escenas interiores se filmaron en el Hospital Universitario Príncipe de Asturias de dicha localidad.

## Premios y nominaciones
- Nominación a Mejor Película[6] en la XVIII edición de los Premios Goya (2004).
- En 2003 consiguió el Premio al Mejor Director y el Premio del Público en el Festival de Cine de Montreal en Canadá.[7]
- Mención Especial del jurado a sus jóvenes intérpretes en la VI Edición del Festival de Cine de Málaga (2003).
- Premio al Mejor Guion Original en los XII Premios el Mundo al Cine Vasco.
- En la Mostra de Cine del Mediterráneo (Valencia) ganó el Premio del Público.